# Anemopaegma heringeri
Anemopaegma heringeri là một loài thực vật có hoa trong họ Chùm ớt. Loài này được J.C.Gomes mô tả khoa học đầu tiên năm 1953.